# Sarah James
Sarah James là một thổ dân sắc tộc Gwich'in ở làng Bắc Cực (Arctic Village), tiểu bang Alaska, (Hoa Kỳ), và là thành viên của "International Indian Treaty Council" (Hội đồng Hiệp ước quốc tế người Da đỏ). Bà đã được tặng Giải Môi trường Goldman năm 2002, chung với Jonathon Solomon và Norma Kassi, cho việc họ đấu tranh bảo vệ Khu nương náu quốc gia của động vật hoang dã Bắc Cực (Arctic National Wildlife Refuge) chống các kế hoạch khoan và khai thác dầu khí. Việc khai thác dầu khí sẽ làm rối loạn chu kỳ sống của loài Tuần lộc Porcupine (Rangifer tarandus granti), nền tảng văn hóa của người Gwich'in từ 20.000 năm.

## Chính trị và Việc vận động hành lang
Trong thập niên 1990 James đã tới thăm các cộng đồng ở các nước Nam Mỹ như Brasil, Ecuador, Nicaragua và Guatemala, hô hào đấu tranh cho các người bị thiệt thòi quyền lợi. Bà cũng xuất hiện trên các chương trình truyền hình (CNN, MacNeil-Lehrer, CBS), và cũng đã tới Washington, cố gắng làm sáng tỏ các quan niệm mà bà tin là các công ty dầu khí đã bóp méo, xuyên tạc, đồng thời hô hào việc bảo tồn "Khu nương náu quốc gia của động vật hoang dã Bắc Cực".